# Sjönevads marknad
Sjönevads marknad är en marknadsplats vid gamla fyrvägskorsningen i Sjönevad med Sjönevads gästis i centrum, där det hållits marknad sedan 1819, med ett uppehåll mellan 1956 och 1961.[källa behövs] Det finns en tradition med marknader som går tillbaka till 1200-talet.
Marknaden är i augusti och består av ett mindre tivoli och ca 400 knallar som säljer allt möjligt som hör marknader till. Marknaden drar varje år 50 000–60 000 besökare.